# Cima Genova (valle Gesso)
La cima Genova (3191 m s.l.m.) è una montagna delle Alpi Marittime in alta valle Gesso, in provincia di Cuneo. Fa parte del gruppo del monte Argentera.

## Caratteristiche
È la più meridionale delle punte della serra dell'Argentera. Si trova sulla dorsale che dalla cima Ghiliè si distacca verso nord raggiungendo le due vette dell'Argentera, poco a sud della cima meridionale di quest'ultimo. La vetta sorge sul confine tra i comuni di Entracque ad est e di Valdieri ad ovest.
La dorsale principale si distende in direzione sud-nord, arrivando dalla cima Paganini attraverso il passo dei detriti, e salendo alla cima sud dell'Argentera. Dalla vetta si distacca, in direzione ovest-sud-ovest, la dorsale secondaria che, passando dalla cima Purtscheller e dalla punta de Cessole, raggiunge la Madre di Dio.
Dal punto di vista geologico, la montagna è costituita da gneiss appartenenti al massiccio cristallino dell'Argentera.

## Ascensione alla vetta
L'accesso principale alla vetta avviene attraverso la via Sigismondi, che si sviluppa dalla dorsale della Madre di Dio e sale poi fino alla cima sud dell'Argentera.
La via ha inizio dal colletto Freshfield, tra la cima Purtscheller e la punta de Cessole. L'avvicinamento può essere effettuato dal rifugio Remondino o dal rifugio Bozano. Sul sentiero che unisce i due rifugi va a morire la morena prodotta dal canale Freshfield, sul versante settentrionale della dorsale, che conduce al colletto omonimo. Si tratta di un canale detritico, con inclinazione di 40-50°, maggiore nella parte sommitale, spesso chiusa da una cornice nevosa. In alternativa, si può raggiungere il colletto Freshfield da sud, risalendo dal sentiero N13 in prossimità del rifugio Remondino.
Dal colletto, si risale in roccia fino alla cima Purtscheller (passaggi fino al III grado) da qui si scende al colletto Purtscheller, e proseguendo sempre in cresta si raggiunge la vetta della cima Genova. Il grado di difficoltà complessivo dell'intera via Sigismondi (di tipo alpinistico) è valutato in AD-/AD; si tenga conto che questa valutazione considera anche il tratto tra la cima Genova e la cima sud dell'Argentera, che presenta i passaggi più difficili della via (III+).

### Cartografia
- Cartografia ufficiale dell'Istituto Geografico Militare in scala 1:25.000 e 1:100.000, consultabile on line
- Sistema Informativo Territoriale della provincia di Cuneo, su base cartografica 1:10.000
- Istituto Geografico Centrale - Carte dei sentieri 1:50.000 n.8 "Alpi Marittime e Liguri" e 1:25.000 n. 113 "Parco naturale dell'Argentera"
- Provincia di Cuneo - mappa della zona dell'Argentera NOTA: la mappa della Provincia di Cuneo indica la quota della montagna a 3091 m. È un evidente errore di stampa: la vetta risulterebbe infatti più bassa del vicino passo dei detriti, indicato a 3122 m.